# Bulbine minima
Bulbine minima är en grästrädsväxtart som beskrevs av John Gilbert Baker. Bulbine minima ingår i släktet bulbiner, och familjen grästrädsväxter. Inga underarter finns listade i Catalogue of Life.